# Mesazhai
Mesazhai (del ruso: Мессажай) es un seló del raión de Tuapsé del krai de Krasnodar, en el sur de Rusia. Está situado en las estribaciones meridionales del extremo oeste del Cáucaso Occidental, en la orilla derecha del río Tuapsé, 5 km al nordeste de Tuapsé y 100 km al sur de Krasnodar, la capital del krai. Tenía 1 437 habitantes en 2010.
Pertenece al municipio Veliaminovskoye.

## Historia
Recibió la inmigración de griegos pónticos que emigraron por las persecuciones en el Imperio otomano. Fue registrado por primera vez en 1923. Su nombre deriva del adigué mes sazhai (мес сажай, "bosque de cornejos").

## Transporte
Por la localidad pasa la carretera R254 Maikop-Tuapsé.